# Maryja Kalesnikava
Maryja Aljaksandraŭna Kalesnikava, anche nota con il nome russo Marija Aleksandrovna Kolesnikova (in bielorusso Марыя Аляксандраўна Калеснікава?; in russo Мария Александровна Колесникова?; Minsk, 24 aprile 1982), è una musicista e politica bielorussa, membro del presidium del Consiglio di coordinamento formato durante le proteste bielorusse del 2020 in opposizione al governo di Aljaksandr Lukašėnka.
Arrestata lo stesso anno, è stata condannata nel 2021 a 11 anni di carcere ed è detenuta dal regime bielorusso per la sua attività politica.

## Biografia
Nata a Minsk, i suoi genitori erano ingegneri. Ha una sorella di nome Taccjana, coniugata Chomič (nota come Tatsiana Khomich). All'età di 17 anni, ha iniziato ad insegnare flauto in una scuola privata a Minsk e ha suonato presso l'Orchestra Accademica Nazionale dei Concerti della Repubblica di Bielorussia. Si è diplomata all'Accademia Statale Bielorussa di Musica come flautista e direttore d'orchestra. All'età di 25 anni, ha iniziato a studiare per suonare strumenti di musica antica presso l'Università statale di musica e arti dello spettacolo di Stoccarda, in Germania. Ha completato due master in Early Music e Neue Musik nel 2012.
A partire dal 2010 ha organizzato progetti culturali tra Germania e Bielorussia. Nel 2017 ha co-fondato Artemp, un collettivo d'arte. Dal 2019, è la direttrice artistica del circolo culturale OK16 a Minsk.

### Attività politica
Nel maggio 2020, Kalesnikava si è unita alla campagna presidenziale di Viktar Babaryka in vista delle elezioni presidenziali bielorusse del 2020, diventando responsabile della sua campagna. Babaryka, un banchiere, è stato arrestato a giugno e bandito dalle elezioni. A metà luglio, Kalesnikava e Veranika Cepkala hanno sostenuto la campagna di Svjatlana Cichanoŭskaja, costretta a rifugiarsi in Lituania dopo le elezioni che confermavano per la sesta volta, con percentuali dell'80%, la vittoria di Lukašėnka, da 26 anni padre-padrone della repubblica ex sovietica.

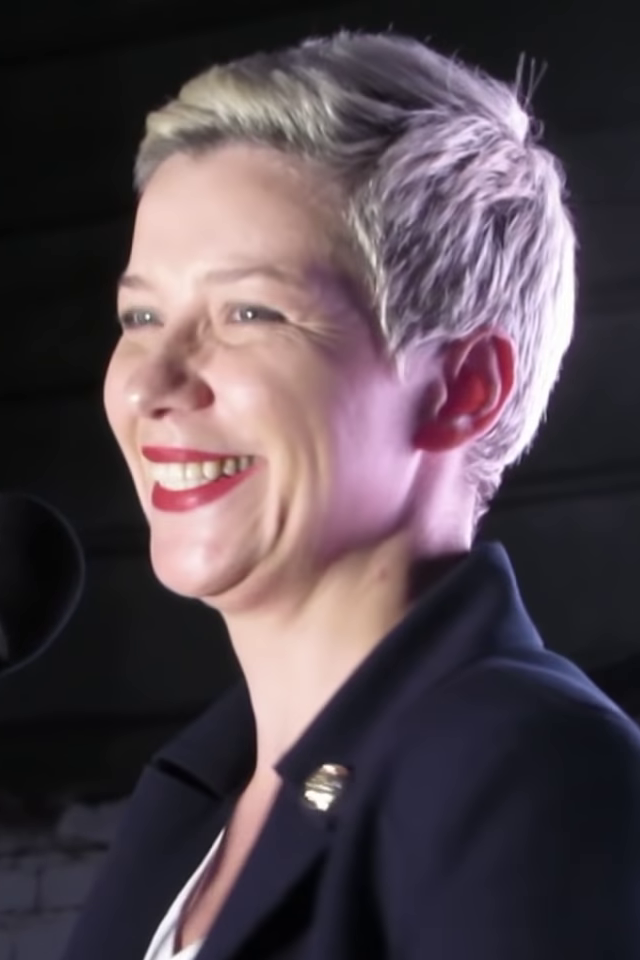
Maryja Kalesnikava

Il 19 agosto 2020, Kalesnikava è entrata a far parte del presidium di 7 membri del Consiglio di coordinamento di Cichanoŭskaja. Il 20 agosto, Alexander Konyuk, Procuratore generale della Bielorussia, ha avviato un procedimento penale contro i membri del Consiglio di coordinamento ai sensi dell'articolo 361 del codice penale bielorusso, per aver "tentato di impadronirsi del potere statale" e aver "danneggiato la sicurezza nazionale".
All'inizio di settembre 2020 ha annunciato la formazione di un nuovo partito politico, Razam (in bielorusso "Insieme"), che opererà indipendentemente dal Consiglio di coordinamento. Il 7 settembre 2020 Kalesnikava è stata arrestata per strada a Minsk da uomini mascherati dei servizi antisommossa (OMON) e portata via su un furgoncino. Si è subito parlato di rapimento, e la famiglia ha presentato una denuncia di persona scomparsa.
L'8 settembre 2020, in base alla nuova strategia di Lukašėnka di decapitare il movimento di opposizione costringendo all'esilio i suoi capi, Kalesnikava è stata trasportata al valico di frontiera di Aleksandrovka con l'Ucraina. Ci sono rapporti contrastanti su quanto accaduto al confine. Un portavoce del Comitato per il confine di stato ha affermato che Kalesnikava stava cercando di entrare illegalmente in Ucraina alle 4 del mattino con l'aiuto di due dei suoi associati, Anton Rodnenkov e Ivan Kravcov. Altri resoconti affermano invece che sia stata nuovamente arrestata dopo aver strappato il suo passaporto mentre le autorità bielorusse cercavano di costringerla ad attraversare il confine. Poche ore più tardi, il suo collega Maksim Znak, uno dei membri del Consiglio di coordinamento, viene arrestato da uomini mascherati. L'unica del Consiglio di coordinamento a rimanere libera è la giornalista Svjatlana Aleksievič, premio Nobel per la letteratura, costretta comunque a denunciare un'intrusione in casa.

#### Le reazioni all'arresto
La Commissione europea ha condannato l'arresto del 7 settembre, definendolo inaccettabile. La Germania ha chiesto chiarezza sulla posizione di Kalesnikava e ha chiesto il rilascio di tutti i prigionieri politici in Bielorussia. La Lituania ha definito l'arresto di Kalesnikava una vergogna, paragonato a qualcosa che avrebbe fatto Stalin e ha chiesto il suo rilascio immediato. La Polonia ha denunciato il rapimento di Kalesnikava come spregevole e ha chiesto il rilascio immediato di tutti i prigionieri politici in Bielorussia. Il Regno Unito ha espresso seria preoccupazione per il benessere di Kalesnikava e ha affermato che il suo rilascio deve essere la massima priorità. Gli Stati Uniti hanno espresso sconcerto di espellere la Kalesnikava dalla Bielorussia da parte delle autorità.
La Russia di Vladimir Putin continua invece a dire che in Bielorussia "non esistono prigionieri politici" e ha riconfermato il sostegno a Lukašėnka (il quale sostiene con Putin che "se crolla la Bielorussia, la Russia sarà la prossima") preparando gruppi antisommossa da inviare a Minsk.
L'11 settembre 2020, Amnesty International ha riconosciuto Kalesnikava come prigioniera di coscienza. Ha ricevuto un International Women of Courage Award nel 2021. Il 10 ottobre 2020, l'avvocato di Kalesnikava, Aliaksandar Pylchanka, ha annunciato che Lukashenko aveva richiesto un incontro con lei per discutere delle modifiche alla Costituzione, richiesta che lei ha rifiutato in segno di solidarietà con gli altri dissidenti incarcerati.
A partire dal 4 agosto 2021, dopo quasi 11 mesi di detenzione, Kalesnikava e Maksim Znak sono stati processati a porte chiuse presso il tribunale regionale di Minsk. Hanno rischiato fino a 12 anni di carcere. Maria si è dichiarata non colpevole e ha definito "assurde" tutte le accuse contro di lei e Znak. Durante le indagini e il processo, i dettagli delle accuse non sono stati divulgati pubblicamente. Gli avvocati di Kalesnikava e Znak avevano dovuto sottoscrivere l'accordo di non divulgazione. Sebbene le autorità abbiano promesso di rendere pubblico il procedimento, in realtà l'aula era piena di alcuni estranei, gli ambasciatori stranieri che volevano sostenere Kalesnikava e Znak non erano ammessi all'interno.

### La condanna
Il 6 settembre 2021, Kalesnikava è stata condannata a 11 anni in una colonia penale per la sua attività politica, per "cospirazione per impadronirsi del potere statale in modo incostituzionale" e di "creazione e guida di un'organizzazione estremista" secondo tre articoli del codice penale. Durante il processo, lei e Znak sono apparsi sorridenti, hanno fatto il gesto del cuore alle telecamere, accennando dei passi di danza nella gabbia degli imputati. Sia lei che Znak rifiutano di chiedere la grazia perché si dichiarano innocenti; hanno invece pianificato di appellarsi a una corte superiore.
In un'intervista scritta, Kalesnikava ha detto ai media che in prigione le è stato offerto molte volte di fare un film "simile a Protasevič" (dissidente che ha accettato una parziale collaborazione in cambio della liberazione), cioè una confessione videoregistrata in cui ammettesse la colpa per le sue azioni. Nella sua prima intervista dopo la sentenza, data per telefono alla giornalista della BBC Sara Rainsford, Kalesnikava si lamentava del fatto che in prigione "tutti fumano ovunque", e il fumo passivo prolungato rovinerà per sempre le sue possibilità di tornare come flautista professionista. Tuttavia, dice che non rimpiange nulla e crede che le proteste del 2020 siano state l'inizio di una nuova era nel paese. Secondo Kalesnikava, il trionfo della democrazia in Bielorussia è solo una questione di tempo.
Nel 2022 è stata ricoverata e operata per un'ulcera perforata e ha potuto vedere il padre in un ospedale penitenziario, come testimoniato da una foto in cui la si vede nel letto. Durante la detenzione Kalesnikava, che è alta 175 cm, è arrivata a pesare solo 45 kg. La sorella Tatsiana Khomich ha lamentato, agli inizi di agosto 2023, che da oltre sei mesi Maria è tenuta in isolamento assoluto, con divieto di comunicazione esterna. Nel 2024 le è stato concesso di incontrare nuovamente il padre nell'infermeria penitenziaria del carcere di Homel', incontro di cui è stata pubblicata una fotografia (sul profilo social media di Protasevič) in cui appare in discreta salute dentro una stanza per gli incontri in ospedale, con i capelli neri, come nelle precedenti immagini, e un vestito rosa a fiori; in seguito stata tolta dall'isolamento. Secondo quanto riportato dai media, sarebbe intenzionata a chiedere la grazia presidenziale. Secondo la dissidente liberata nel 2025 Natallia Dulina, a Kalesnikava è stato concesso di vivere con le altre detenute e lavorare nella colonia. Sempre secondo Dulina Kalesnikava mantiene la sua posizione "dura", e «non solo non scriverà una petizione per la grazia, ma afferma che non verrà rilasciata finché non sarà liberato l'ultimo dei prigionieri politici».
Durante una conferenza stampa riguardo alle elezioni presidenziali in Bielorussia del 2025, il giornalista britannico Steve Rosenberg ha ripetutamente incalzato Lukašėnka, il quale ha affermato "questo è democratico, alcuni hanno scelto l'esilio, altri il carcere, non abbiamo forzato nessuno", minacciando velatamente il reporter. Anche i dissidenti russi liberati nel 2024 come Vladimir Kara-Murza e Il'ja Jašin hanno lanciato appelli per lei; Jašin si è rivolto direttamente a Lukašėnka dicendogli di "comportarsi da uomo", smettere i maltrattamenti contro Kalesnikava e liberarla.
Secondo quanto riportato dal dissidente rilasciato nel giugno 2025 Sjarhej Cichanoŭskij, Kalesnikava avrebbe rifiutato nuovamente la proposta di Pratasevič di firmare la domanda di grazia dichiarandosi colpevole, nei primi mesi del 2025.

## Premi
- 2020: Premio Sakharov (Parlamento europeo, Premio per la libertà di pensiero).[50][51]
- 2021: Premio Globale per la Solidarietà Bielorussa da parte del Centro per la Solidarietà Bielorussa nella categoria "Azione".[52]
- 2021: l'8 marzo 2021 (Giornata internazionale della donna), Kalesnikava ha ricevuto il Premio internazionale delle donne del coraggio dal Segretario di Stato americano, Antony Blinken. La cerimonia è stata virtuale a causa della pandemia di COVID-19 in corso e includeva un discorso della First Lady, Jill Biden.[53]
- 2021: Lew-Kopelew-Preis (Premio Germania, pace e diritti umani).[54]
- 2021: Stuttgarter Friedenspreis (Germania, premio per la coraggiosa lotta contro il regime autocratico di Alexander Lukashenko).[55]
- 2021: Fritz-Csoklich-Preis (Austria).[56]
- 2021: Menschenrechtspreis der Gerhart und Renate Baum-Stiftung (Germania, premio per i diritti umani).[57]
- 2021: Premio Václav Havel per i diritti umani, Assemblea parlamentare del Consiglio d'Europa.[58]
- 2022: Premio Theodor Haecker, Città di Esslingen.[59]
- 2022: Premio Stig Dagerman.[60]
- 2022: Premio Carlo Magno.[61]